# Alexander-szigeti farkas
Az Alexander-szigeti farkas (Canis lupus ligoni) a szürke farkas (Canis lupus) észak-amerikai alfaja.
Csak az Alaszka államhoz tartozó Alexander szigeten él.
Kisebb méretű alfaj. Rövid szőre sötét színű, akár fekete is lehet.